# Чернечек
Чернечек (рос. Чернечек) — селище у Брасовському районі Брянської області Росії. Входить до складу муніципального утворення Веребське сільське поселення.
Населення — 8 осіб.
Розташоване за 1 км на південний схід від села Лубенськ, за 1 км від кордону з Орловською областю.

## Історія
Виникло у 1920-ті роки. До 1960 року входило до складу Піонерської сільради.

## Населення
За найновішими даними, населення — 8 осіб (2013).
У минулому чисельність мешканців була такою:
| Роки      | 1979 | 1989 | 2002 | 2010 |
| --------- | ---- | ---- | ---- | ---- |
| Населення | 64   | 36   | 18   | 9    |